# 徐州火车站站
徐州火车站站是徐州地铁1号线与3号线的地铁车站，是一个换乘站，位于中华人民共和国江苏省徐州市鼓楼区与云龙区交界大马路与复兴北路交叉口，1号线车站于2019年9月28日开通，3号线车站于2021年6月28日开通。

## 车站结构
徐州火车站站位于大马路与复兴北路交叉口，1号线车站沿大马路东西设置，为地下三层岛式站台车站，车站长171.4米，标准段宽23.1至25.4米，车站地下一层为站厅层，地下三层为站台层，站台设置全高站台门。3号线车站沿复兴北路南北设置，为地下二层岛式站台车站，车站长294.6米，标准段宽22.7至23.35米，车站地下一层为站厅层，地下二层为站台层，站台设置全高站台门。两线采用通道换乘，通道连接1号线站厅东北侧与3号线站厅西南侧。
3号线在车站北侧设有单渡线，同时，该站西北侧有1号线与3号线单线联络线，连接1号线西行正线与3号线南行正线。
|                   |  | █ 3号线往振兴大道（白云山） |
| 島式 · 開左邊车门 |  |                             |
|                   |  | █ 3号线往银山（天桥）       |

|                   |  | █ 1号线往路窝（民主北路）   |
| 島式 · 開左邊车门 |  |                             |
|                   |  | █ 1号线往徐州东站（子房山） |

## 车站出口
徐州火车站站目前开放6个出入口，其中5、6号口连通1号线站厅，3a、3c、4、7号口连通3号线站厅，各出口及周围设施如下所示：
| 出口编号            | 照片           | 出口指示                       | 建议前往的目的地     |
| 连通 1号线站厅      | 连通 1号线站厅 | 连通 1号线站厅                 | 连通 1号线站厅       |
| ------------------- | -------------- | ------------------------------ | -------------------- |
| 5 · 出口            |                | 复兴南路（西侧）大马路（北侧） | 东方红大厦           |
| 6 · 出口 · （设有） |                | 大马路（北侧）                 |                      |
| 连通 3号线站厅      |                |                                |                      |
| 3 · a · 出口        |                | 复兴北路（东侧）               | 徐州火车站，徐州饭店 |
| 3 · c · 出口        |                | 复兴北路（东侧）               | 徐州火车站，徐州饭店 |
| 4 · 出口 · （设有） |                | 复兴北路（东侧）               | 朝阳市场             |
| 7 · 出口            |                | 镇平街（北侧）                 | 宝龙广场             |
| 图例： 设有         |                |                                |                      |

## 接驳交通

### 铁路
- 国铁京沪铁路与陇海铁路徐州站

### 公交车
- 徐州站：1路，1路区间，3路，11路，11路附，13路，13路加班车，K13路，20路，25路，25路夜，K25路，26路，41路，51路，68路，68路区间，68路夜，118路，118路附，601路，604路，604路直达，613路，613路区间，游5路

## 车站历史
本站工程名与正式站名均为徐州火车站站，以车站相邻的国铁车站命名。
- 2017年7月13日，1号线车站主体结构封顶[3]。
- 2019年
  - 9月28日，车站随1号线一期通车开通[1]。
  - 12月12日，3号线车站主体结构封顶[4]。
- 2021年6月28日，3号线一期通车，车站成为换乘车站[2]。

## 其他
徐州市级文物保护单位同和裕银号旧址处于1号线车站施工范围内，经论证后，该建筑被整体平移至位于现地点西北方向240米左右的新址。